# Scotophilus livingstonii
Scotophilus livingstonii — вид родини Лиликові (Vespertilionidae), ссавець ряду лиликоподібні (Vespertilioniformes, seu Chiroptera).

## Етимологія
|  | Це наша честь назвати цей вид на честь Давида Лівінгстона (David Livingstone, 1813-1873). У той час, коли більшість країн Африки була маловідомою в порівнянні з сьогоденням, Лівінгстон, молодий шотландець зі скромними коштами, досліджував центральну Африку. Між 1841 і його смертю в 1873 році, Лівінгстон здійснив кілька експедицій в глиб материка, досліджував незвідані землі й шукав судноплавні водні шляхи. |

## Морфологія
Невеликих розмірів, з довжиною голови і тіла між 74,3 і 89,3 мм, довжина передпліччя між 51,7 і 55,6 мм, довжина хвоста від 32,5 до 50,6 мм, довжина стопи між 9,9 і 12,3 мм, довжина вух між 9,2 і 12 мм.
Шерсть коротка. Спинна частина червонувато-коричнева, іноді сірувато-коричнева, в той час як черевна частина жовто-коричнева з помаранчевими відтвнками на горлі й з боків. Морда коротка і широка, через наявність двох залозистих мас з боків. Вуха короткі, трикутні, із закругленими кінцями і добре розділені. Хвіст довгий

## Середовище проживання
Цей вид широко поширений в Гані й на південному заході Кенії.

## Життя
Харчується комахами.